# Garges-lès-Gonesse
Garges-lès-Gonesse je severno predmestje Pariza in občina v osrednjem francoskem departmaju Val-d'Oise regije Île-de-France. Leta 1999 je imelo naselje 40.058 prebivalcev.

## Geografija
Naselje leži v osrednji Franciji, 15 km od središča Pariza.

## Administracija
Garges-lès-Gonesse je sedež dveh kantonov:
- Kanton Garges-lès-Gonesse-Vzhod (del občine Garges-lès-Gonesse, občina Bonneuil-en-France: 23.052 prebivalcev),
- Kanton Garges-lès-Gonesse-Zahod (del občine Garges-lès-Gonesse: 17.780 prebivalcev).